# Décès en 911
Décès
- 907
- 908
- 909
- 910
- 911
- 912
- 913
- 914
- 915

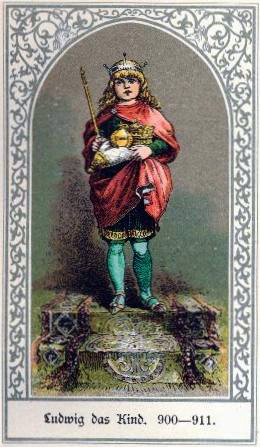
Louis dit l'Enfant mort en 911.

Cette page dresse une liste de personnalités mortes au cours de l'année 911 :
- 18 février : Abu Abd Allah ach-Chi'i, missionnaire propagandiste (dâ`i) ismaélien au Yémen et en Afrique du Nord.
- 14 avril : Serge III, 119e évêque de Rome, pape de l'Église catholique[1].
- 26 avril : Guifred Borrell de Barcelone, comte de Barcelone, Gérone et Ausona.
- 20-24 septembre : Louis dit l'Enfant, roi de Francie orientale (Germanie)[2].
- novembre : Bouchard Ier, duc de Souabe, margrave de Rhétie, comte de Thurgovie et de  Bar, exécuté pour haute trahison.

- Æthelred, ealdorman de Mercie.
- Al Djunayd, mystique sûfî. Il veut arriver au dépouillement complet du moi, à l’extinction de l’homme en Dieu et pousse à l’extrême l’ascèse physique et morale.
- Al-Hâdi Yahya Ibn al-Hussein[3], créateur de l'Imamat Zaydite dans le nord du Yémen.
- Ibn al-Rawandi, sceptique médiéval arabe d'origine persane.

## Crédit d'auteurs
- Cet article est partiellement ou en totalité issu de l'article intitulé « 911 » (voir la liste des auteurs).